# Siat
Siat (, toponimo romancio; in tedesco Seth, ufficiale fino al 1943, desueto) è una frazione di 178 abitanti del comune svizzero di Ilanz/Glion, nella regione Surselva (Canton Grigioni).

## Geografia fisica
Il paese si trova nella valle del Reno Anteriore.

## Storia

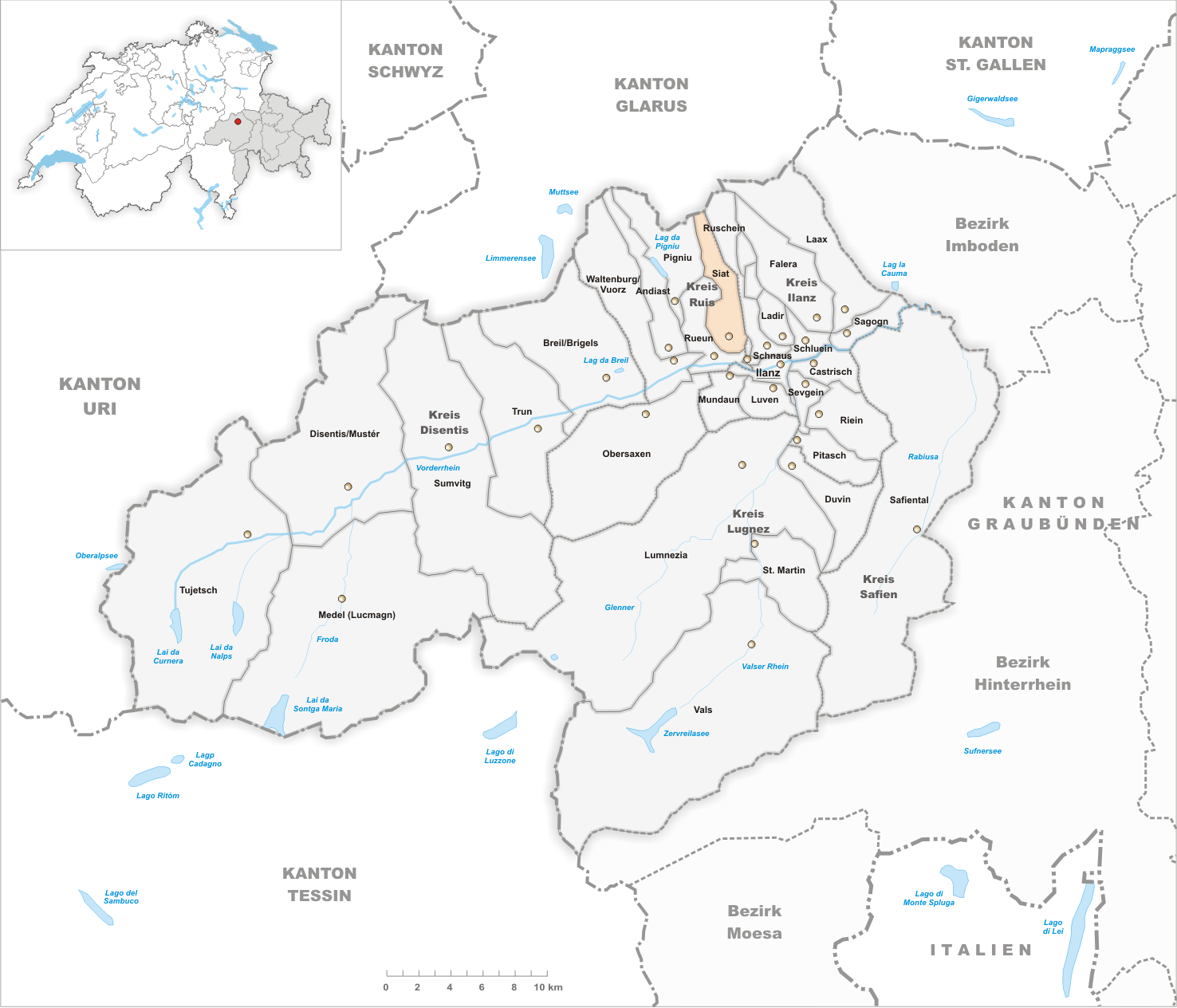
Il territorio del comune di Siat prima degli accorpamenti comunali del 2014

Già comune autonomo che si estendeva per 13,53 km² e che comprendeva anche l'Alp da Siat, il 1º gennaio 2014 è stato aggregato agli altri comuni soppressi di Castrisch, Duvin, Ilanz, Ladir, Luven, Pigniu, Pitasch, Riein, Rueun, Ruschein, Schnaus e Sevgein per formare il nuovo comune di Ilanz/Glion.

## Monumenti e luoghi d'interesse
- Chiesa cattolica di San Lucio (o di San Florin), attestata dall'840[1].

## Società

### Evoluzione demografica
L'evoluzione demografica è riportata nella seguente tabella:
Abitanti censiti

### Lingue e dialetti
La maggioranza della popolazione parla la lingua romancia.